# Bushism
Bushism (zu Deutsch etwa „Bushismus“) ist ein umgangssprachlicher Ausdruck aus dem amerikanischen Englisch und bezeichnet satirischerweise Wörter oder Phrasen, die den Stil der öffentlichen Reden des ehemaligen US-Präsidenten George W. Bush kennzeichnen, insbesondere wenn es sich dabei um improvisierte Reden handelt. Der Begriff wurde ursprünglich auf Reden von Bushs Vater George H. W. Bush angewendet, der während seiner Präsidentschaft ebenfalls, jedoch in geringerem Umfang, für seine ungewöhnliche Ausdrucksweise bekannt geworden war, wird heute jedoch fast ausschließlich auf den Sohn George W. Bush bezogen.
Während es nicht ungewöhnlich ist, dass Personen, die sehr oft in der Öffentlichkeit auftreten und sprechen, Fehler unterlaufen, fällt in George W. Bushs Reden immer wieder der Gebrauch bestimmter ungewöhnlicher grammatikalischer Konstruktionen auf:
- Das Anfügen von agentive endings (Nomina agentis), also den Endungen -er oder -or, um aus Verben Substantive zu schaffen, die im Englischen gewöhnlich so nicht vorkommen, beispielsweise „suiciders“, „decider“, „game changer“ oder „truth teller“.
- Das Schaffen von zusammengesetzten Wörtern, die es in der Form nicht gibt, z. B. „misunderestimated“ (missunterschätzen).
- Das Schaffen von Verben aus Substantiven, die bereits substantivierte Verben sind, z. B. „a president’s job is to presidate“ (president ist vom Verb to preside abgeleitet).
- Merkwürdige Satzkonstruktionen wie: „We had a chance to visit with Teresa Nelson who’s a parent, and a mom or a dad.“ (etwa: „Wir hatten Gelegenheit mit Teresa Nelson zu besuchen, die ein Elternteil ist und eine Mutter oder ein Vater.“)
- Sätze mit starker Abweichung zwischen Redeabsicht und Aussage: „Our enemies are innovative and resourceful, and so are we. They never stop thinking about new ways to harm our country and our people, and neither do we.“ („Unsere Feinde sind erfinderisch und einfallsreich, das sind wir auch. Sie hören niemals auf, darüber nachzudenken, wie sie unserem Land und unserem Volk schaden können, genauso wenig wie wir.“).
- Falscher Gebrauch von Redewendungen: “Fool me once, shame on — shame on you. Fool me, you can’t get fooled again” („Hältst du mich einmal zum Narren, schäm – schäm dich. Halte mich zum Narren, du kannst nicht noch einmal zum Narren gehalten werden“). Korrekt lautet das Sprichwort: “Fool me once, shame on you. Fool me twice, shame on me” („Hältst du mich einmal zum Narren, schäm dich. Hältst du mich noch mal zum Narren, sollte ich mich schämen.“).

Bushism ist weiterhin eine Bezeichnung für Zitate aus Reden George W. Bushs, die den Eindruck von Inkompetenz erwecken. Viele dieser Zitate enthalten falsche Aussagen zu Geographie oder Geschichte, politischen Vorgängen und der Welt im Allgemeinen. Es ist dabei schwer zu unterscheiden, was davon auf Unwissenheit beruht und was einfach Versprecher sind. So nannte Bush den ehemaligen spanischen Ministerpräsidenten José María Aznar beim ersten Treffen Anzar.
Naive Ausdrucksweisen erwecken oft einen Anschein von Inkompetenz.
Der US-amerikanische Autor Mark Crispin Miller, der als scharfer Kritiker des Politikers gilt, hat eine Sammlung skurriler Aussagen von Bush als Buch veröffentlicht (The Bush Dyslexicon: Observations on a National Disorder [deutsch etwa: Das Bush-Legasthenikon: Betrachtungen einer nationalen Störung]).
Die Wortschöpfung „Bushism“ fand zuerst in den USA weitere Verbreitung, nicht zuletzt wegen verschiedener Bücher und Websites, die Sammlungen entsprechender Zitate enthalten. Inzwischen wird er auch von Journalisten aus anderen Ländern benutzt und ist insbesondere Kritikern des Ex-US-Präsidenten ein Begriff.
Seltener wird das Wort „Bushism“ von US-amerikanischen Journalisten auch verwendet, um die Bush-Doktrin zu bezeichnen.